# Christophe Destruhaut
Christophe Destruhaut (né le 24 janvier 1973 à Mont-de-Marsan) est un joueur de football français. 
Avec ses 83 kg pour 1,90 m, il évolue au poste de défenseur central.

## Carrière
Il fait ses débuts de footballeur avec l'équipe B du Toulouse FC et y évolue jusqu'à la saison 1994-1995, sans jouer le moindre match avec l'équipe première. 
Après un passage au Blagnac Football Club, il joue pendant quatre saisons au Gazélec Football Club Olympique Ajaccio, puis s'engage avec l'autre club d'Ajaccio, l'AC Ajaccio. Il découvre avec ce club la Ligue 1, mais ne s'imposera jamais comme titulaire. 
Lors de la saison 2004-2005, n'ayant quasiment jamais joué avec le club (trois matchs) il part lors du mercato d'hiver au Havre AC pour un dernier challenge de six mois.

## Clubs
- 1988-1995 :  Toulouse FC (réserve)
- 1995-1996 :  Blagnac Football Club
- 1996-2000 :  GFCO Ajaccio
- 2000-2004 :  AC Ajaccio
- 2005 :  Le Havre AC